# 대한민국 형사소송법 제40조
대한민국 형사소송법 제40조는 재판서의 기재요건에 대한 형사소송법의 조문이다.

## 조문
제40조(재판서의 기재요건) ① 재판서에는 법률에 다른 규정이 없으면 재판을 받는 자의 성명, 연령, 직업과 주거를 기재하여야 한다.
②재판을 받는 자가 법인인 때에는 그 명칭과 사무소를 기재하여야 한다.
③ 판결서에는 기소한 검사와 공판에 관여한 검사의 관직, 성명과 변호인의 성명을 기재하여야 한다. <개정 2011.7.18>

第40條(裁判書의 記載要件) ① 裁判書에는 法律에 다른 規定이 없으면 裁判을 받는 者의 姓名, 年齡, 職業과 住居를 記載하여야 한다.
②裁判을 받는 者가 法人인 때에는 그 名稱과 事務所를 記載하여야 한다.
③ 판결서에는 기소한 검사와 공판에 관여한 검사의 관직, 성명과 변호인의 성명을 기재하여야 한다.  <개정 2011.7.18.>

## 참고 문헌
- 손동권 신이철, 새로운 형사소송법(초판, 2013), 세창, 2013. ISBN 9788984114081
- 신이철, 신형사소송법의 쟁점(2011)(개정판 7판), 유스티니아누스, 2010. ISBN 9788959460205